# 西環邨

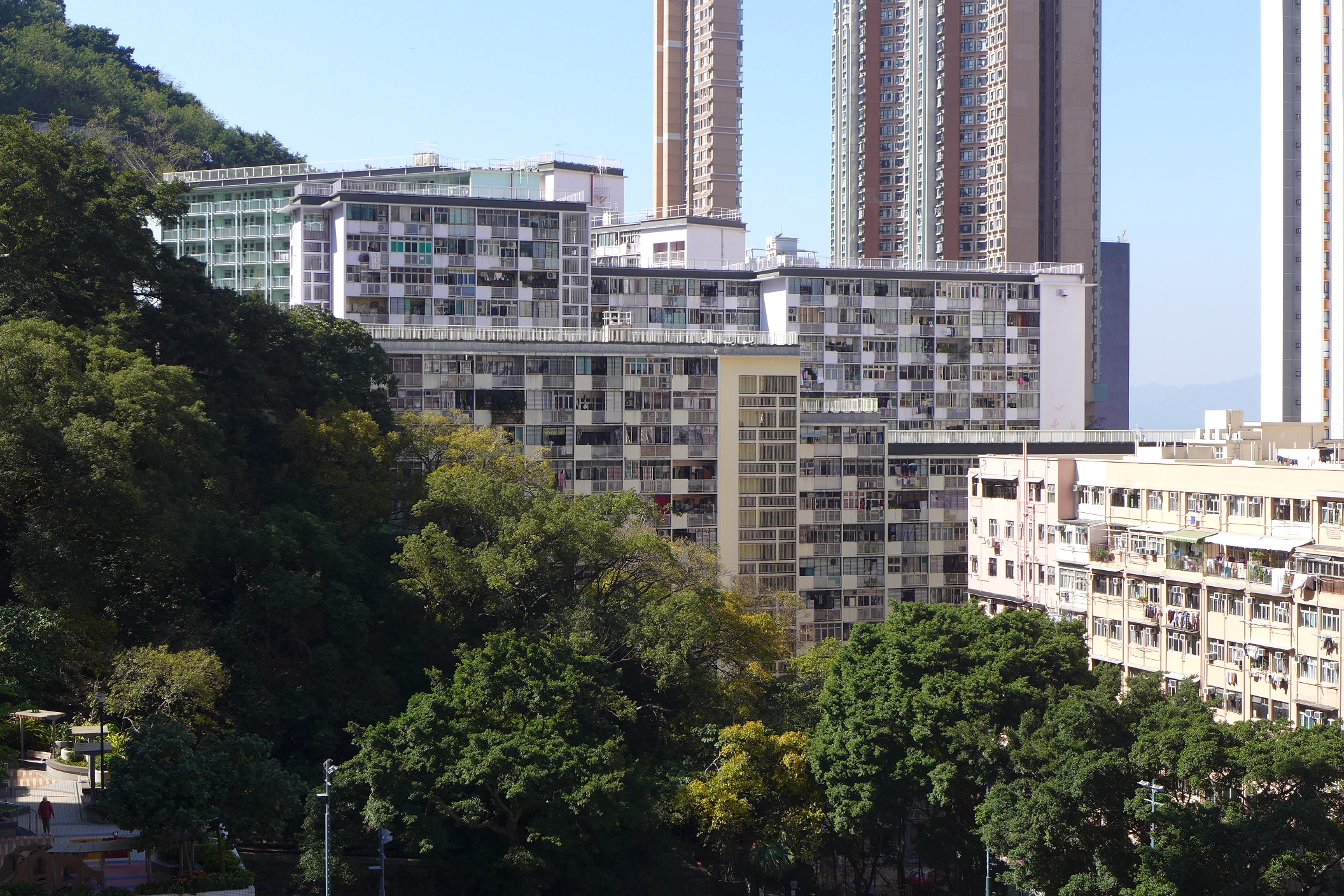
遠攝西環邨

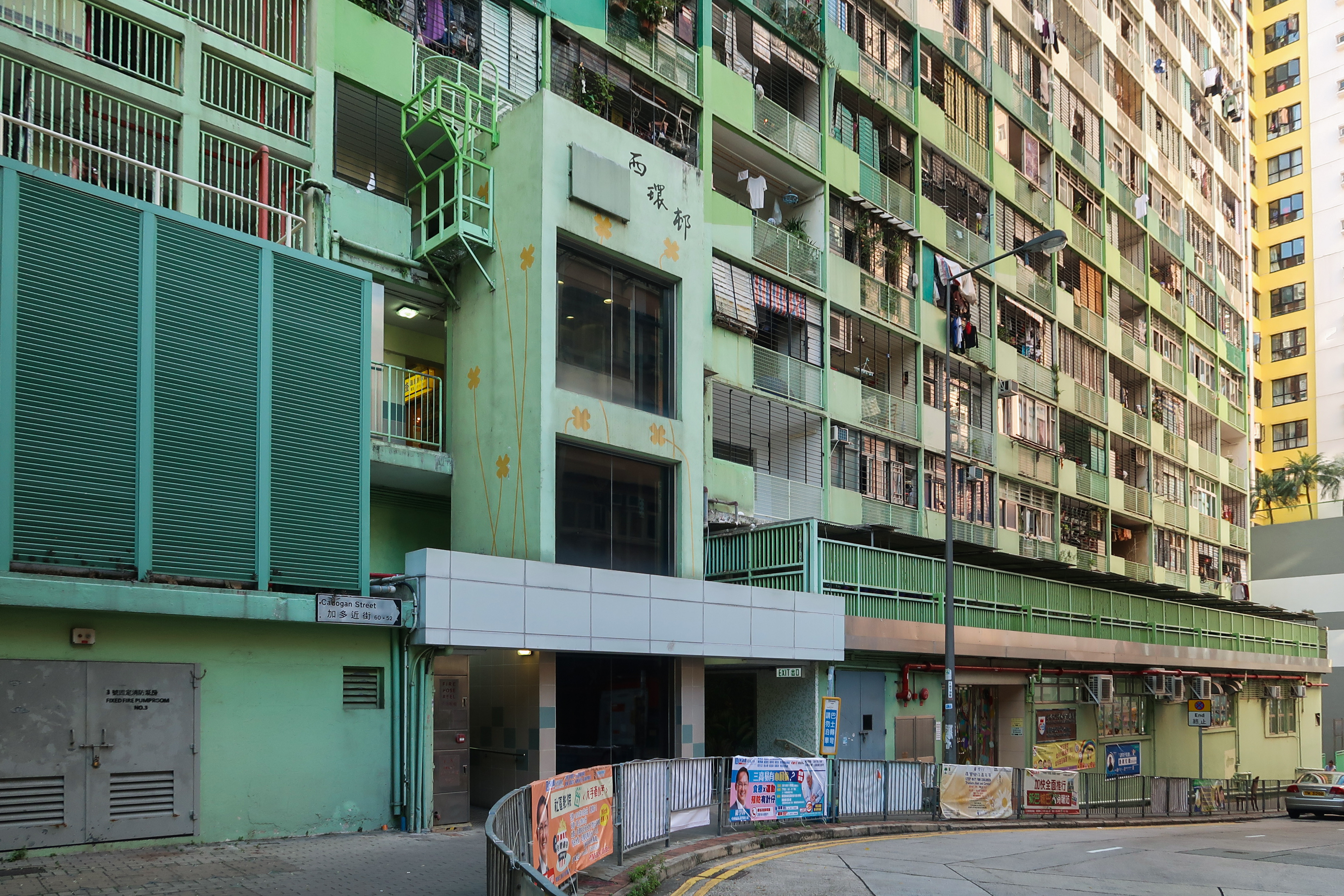
西環邨東苑臺入口，為西環邨改善計劃一部分，在2009年竣工

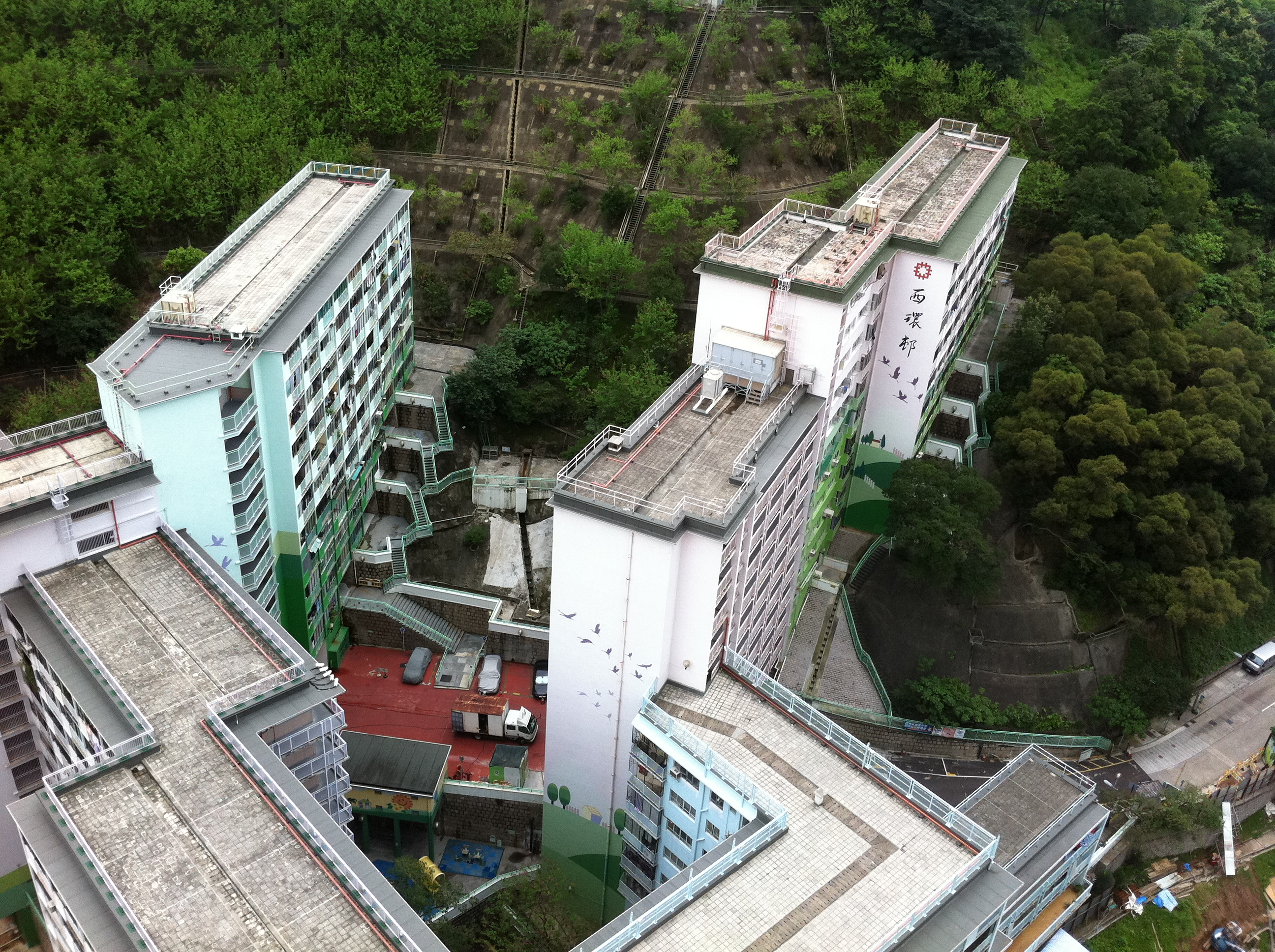
西環邨基本上是由西南至東北往下伸延

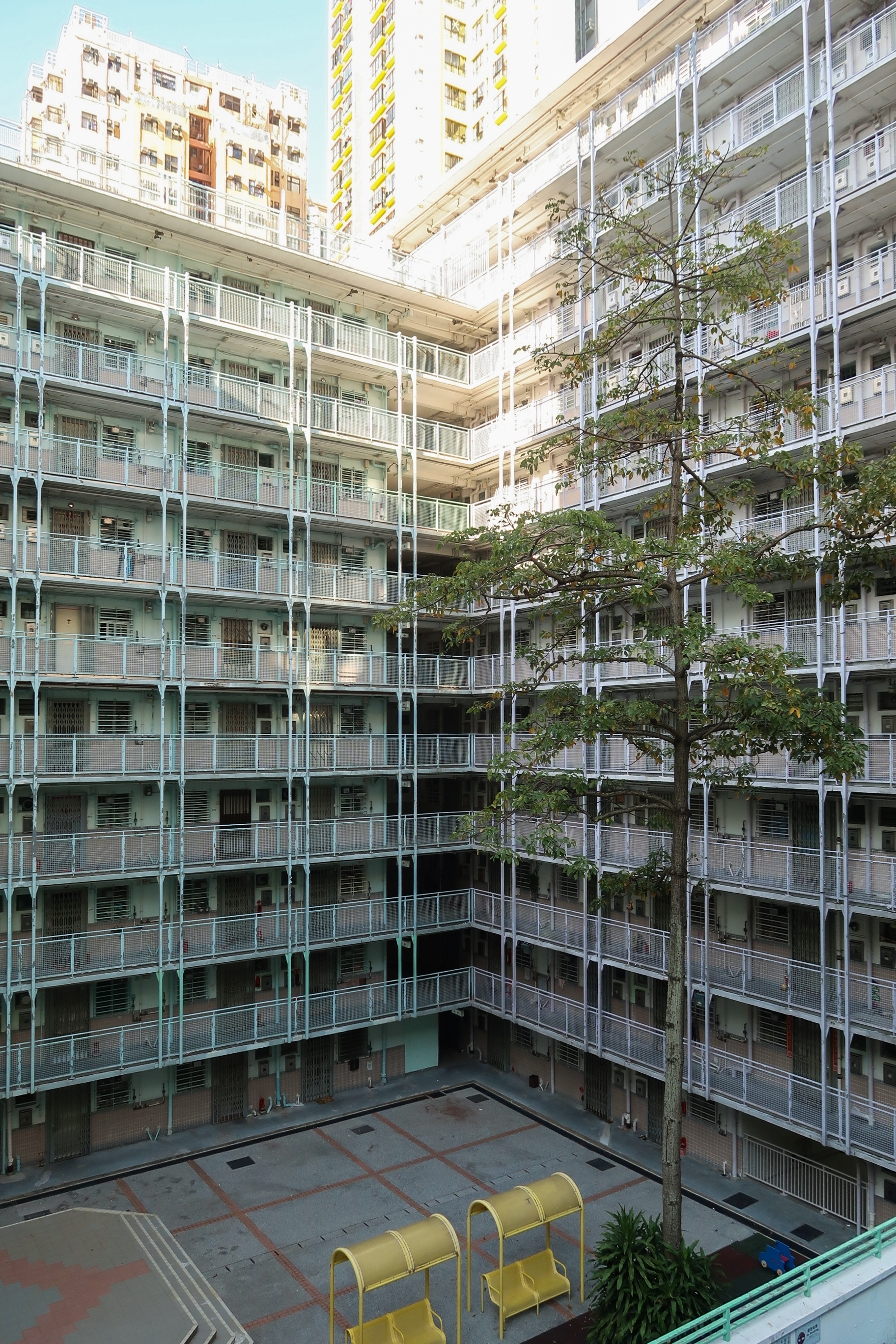
西環邨中苑臺

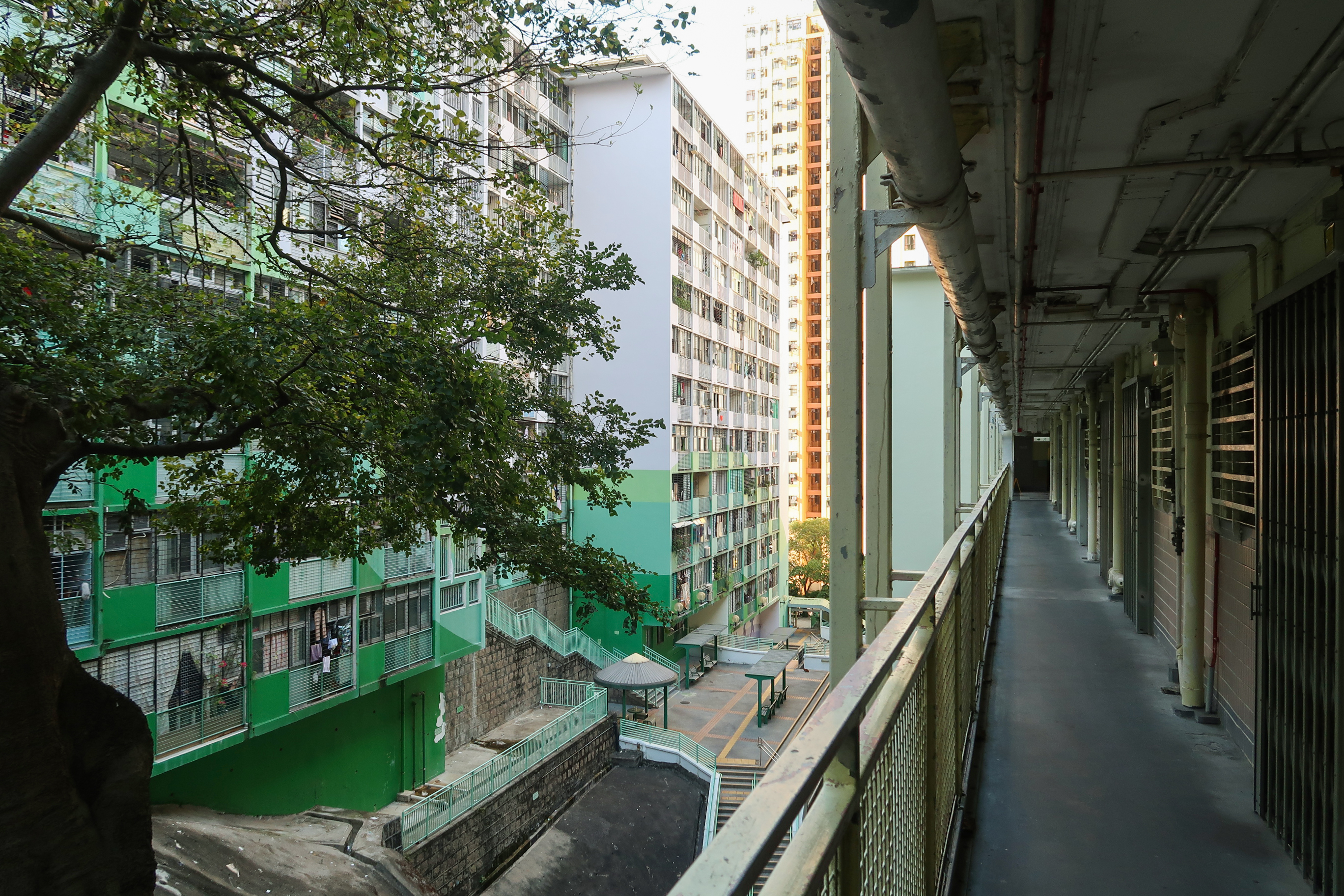
西環邨東苑臺（2018年10月）

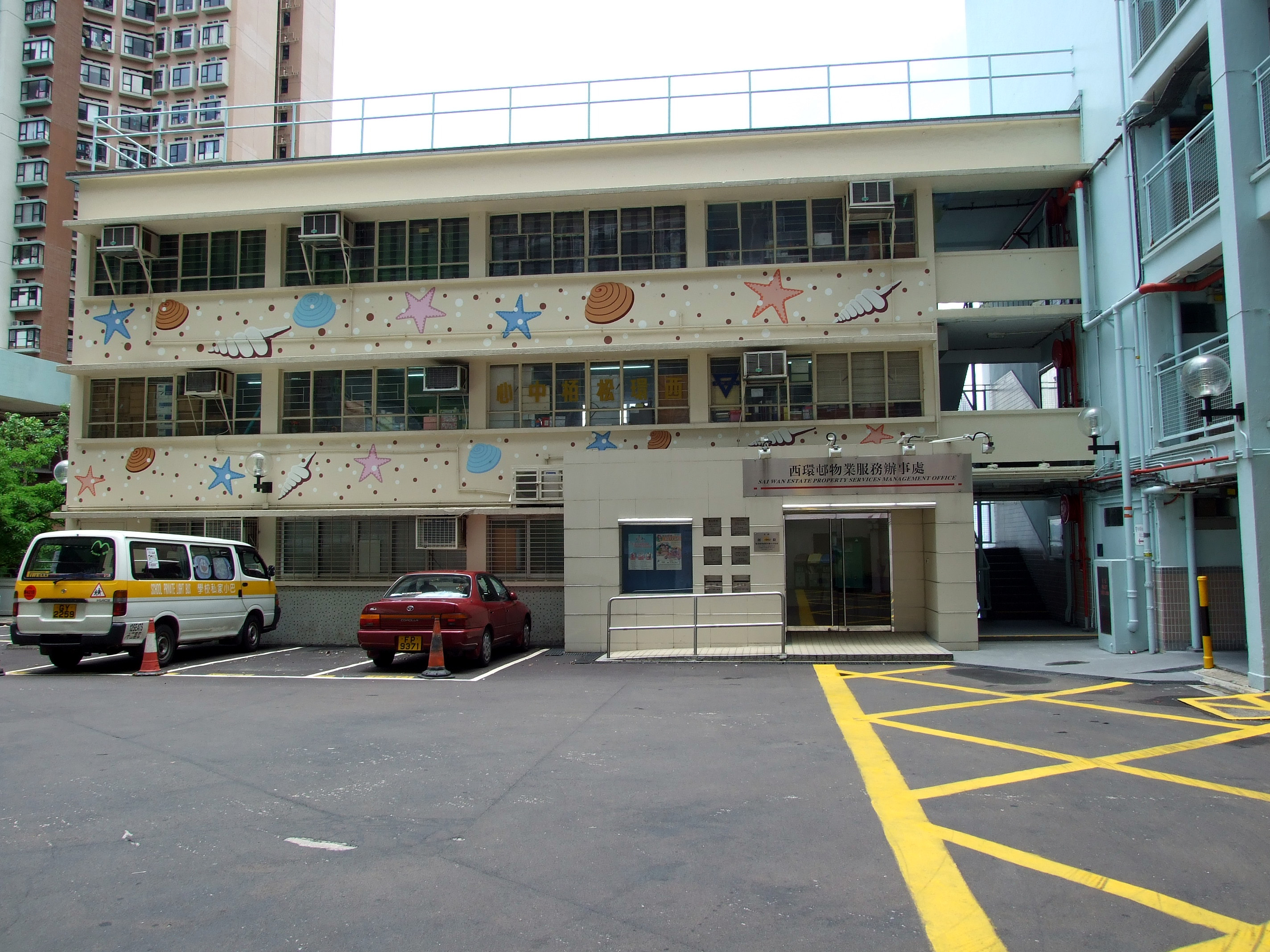
西環邨物業服務辦事處

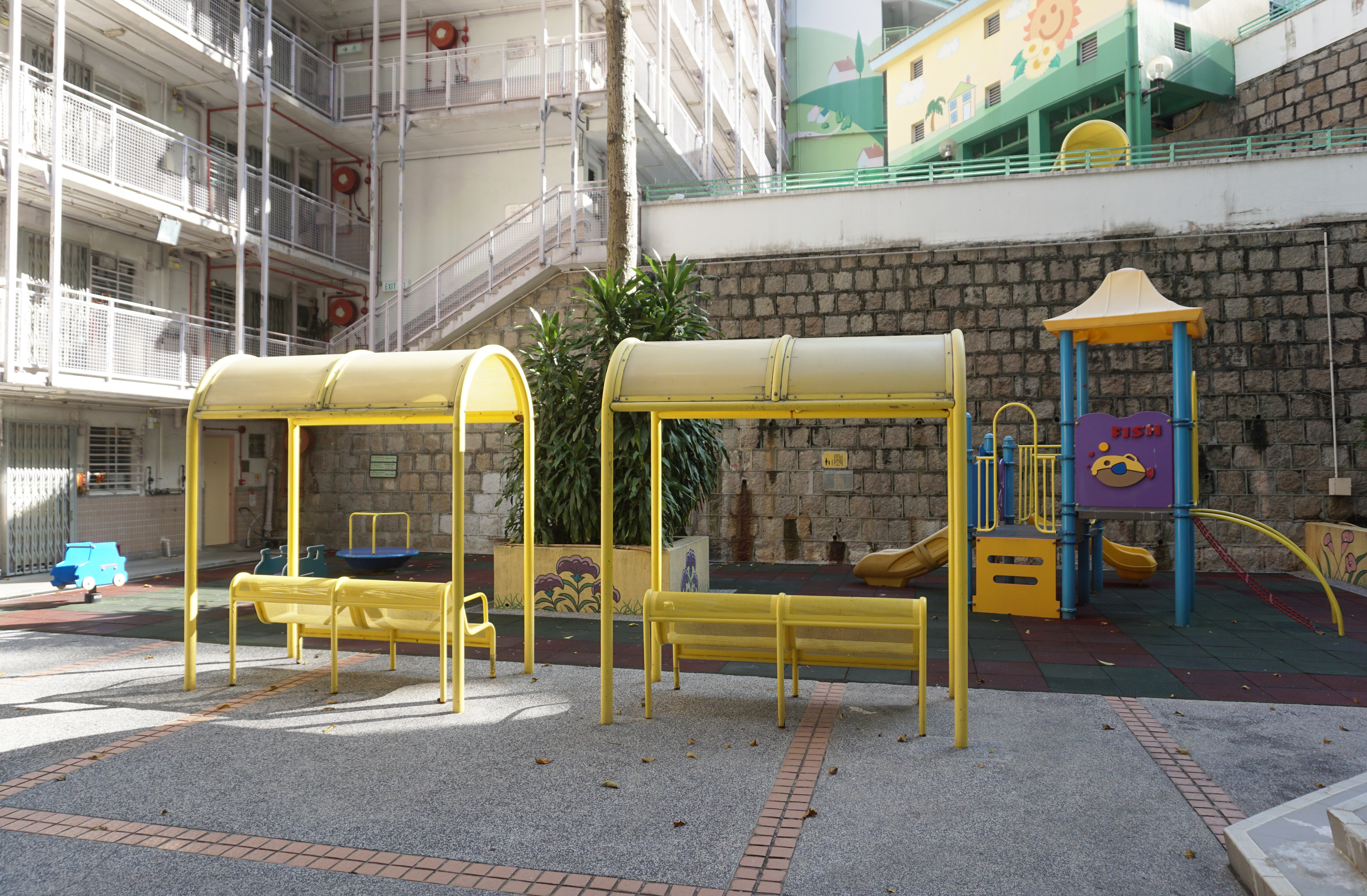
彈簧椅、團團轉及滑梯

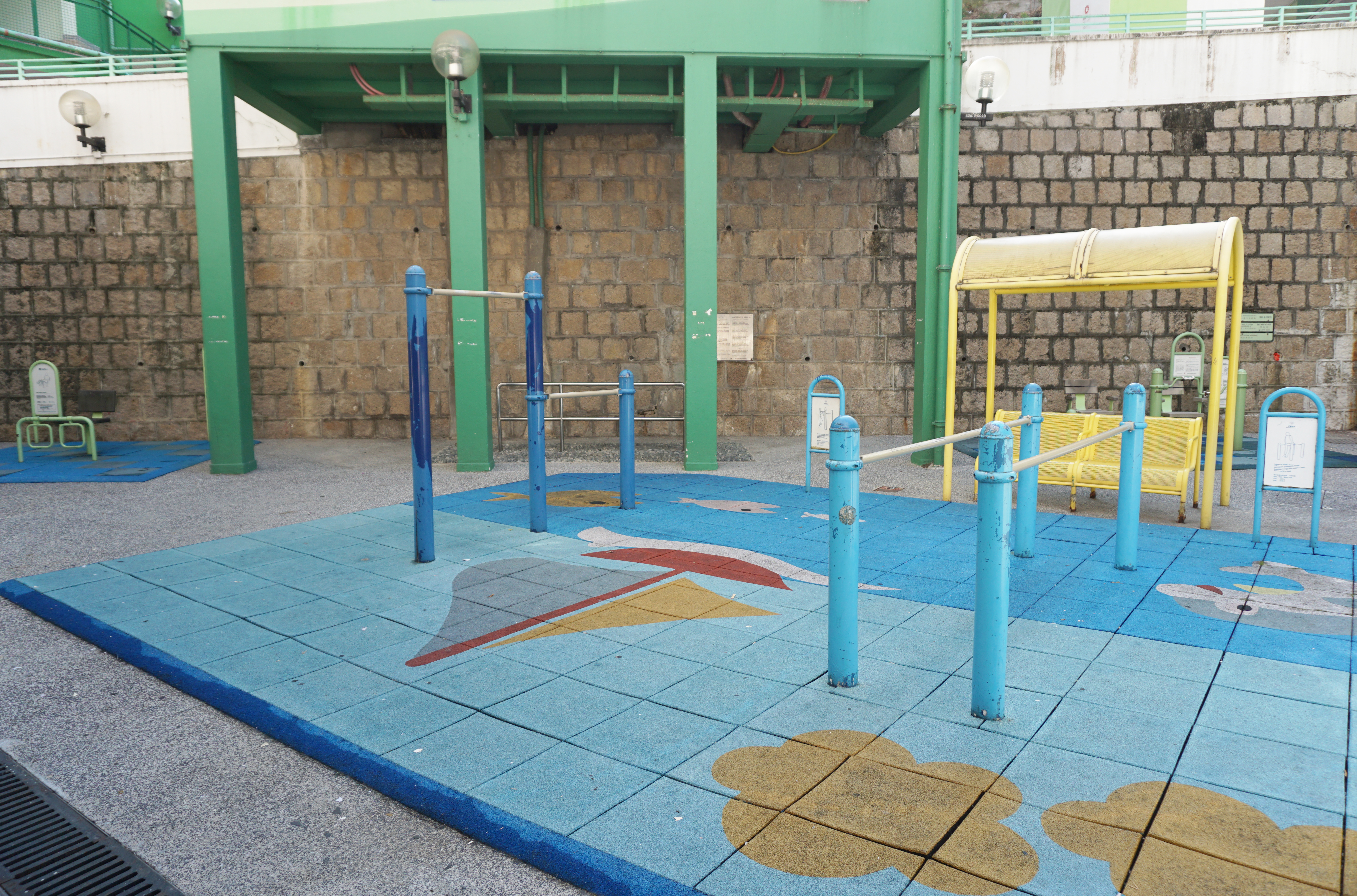
健體區及卵石路步行徑

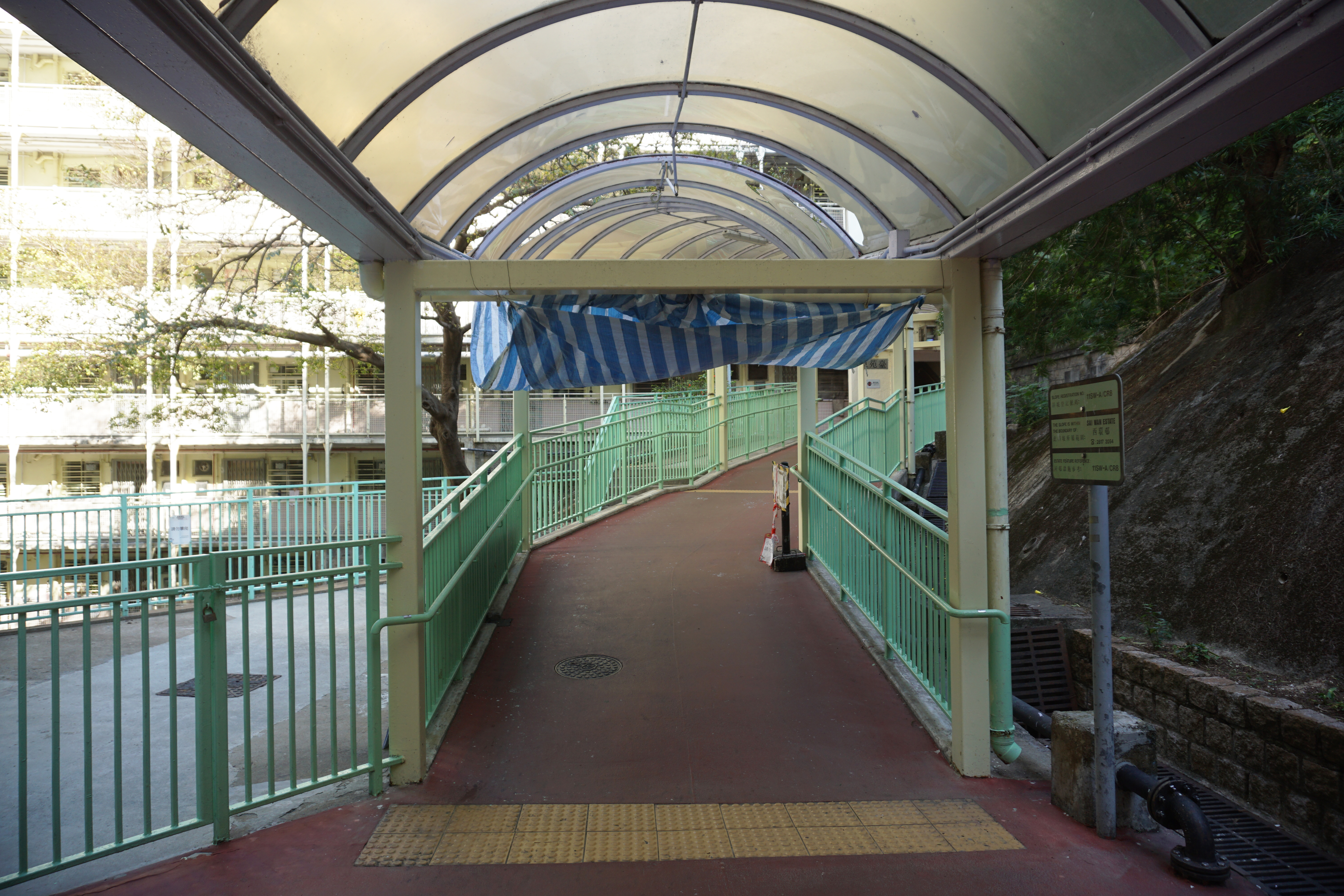
有蓋行人通道

西環邨（英語：Sai Wan Estate）是香港的一個公共屋邨，位於香港島中西區堅尼地城，加惠民道和加多近街之間，於1958年正式入伙，由T.S.C.Feltham建築師設計，嘉民建設工程有限公司承建，由前香港屋宇建設委員會所興建。港島西區租約事務管理處負責租約事務，佳富物業服務有限公司負責屋邨及停車場管理。西環邨亦是房委會唯一於中西區的公共屋邨，佔地逾2.45公頃。

## 屋邨歷史
屋邨未建前是屬於摩星嶺一帶的山丘。政府在1955年10月宣佈興建，初時稱為「加多近街房屋計劃」（Cadogan Street Housing Scheme），直至1958年入伙前才命名為西環邨，成為第3個在香港島的公共屋邨（首個在港島的屋邨為模範邨，第2個為現已拆卸的北角邨）。西環邨是第2個香港屋宇建設委員會（屋建會）屋邨。邨內只有5座樓宇，為屋建會轄下規模最小的屋邨。

## 整體規劃
整個西環邨設計由英國註冊建築師T.S.C. Feltham負責整體規劃及設計，由於屋建會當時正面對建築成本上升及財政緊絀的問題，所以在這個項目開始，在不降低人均面積的標凖下，降低室內設計水凖，取消單位內的梗房間格及取消了獨立信箱，改為設於單位大門的派信孔（後期房屋署已在每戶門外加設獨立信箱），但是比起之前北角邨的設計更具空間感和更低成本。
而T.S.C. Feltham之後又獲委任負責房協北角健康村第3期的設計，所以兩個項目的設計風格極其相似，而健康村第3期部份的單位內部間格設計，更是跟西環邨十分近似。
西環邨位於加多近街山坡之上，與域多利道有250呎距離，地盤呈正方形，包括多個山坡，面積只有3.7英畝，為屋建會佔地最少的屋邨。可是地盤內的斜坡異常陡峭，整個地盤受幾條引水道分開數份，最低點為離加多近街有30呎高，最高點則離加多近街285呎高，彼此相距達255呎，斜坡基本上是由西南至東北往下伸延，最斜的斜度達45度。
基於這個原因，使地盤平整費用相當高昂，所以為了減省建築成本，建築師決定利用現有地形，再把大廈橫跨在多條等高線上發展，並往上伸延至貼近山坡，而大廈出入口及服務核心則設於每座的相交點之上，從而減輕在陡峭斜坡上建屋而導致的高昂建築成本，而地盤平整費用由殖民發展福利基金撥出。
為方便車輛及垃圾車進出該邨，屋建會興建了一條連接道路由西環邨中央連貫至125呎之下的域多利道，即今日的加惠民道，並在末端提供掉頭的地方。另外，屋建會考慮到西環邨樓宇坐落於不同高度平台之上，所以把主要的人行入口設於加多近街，並以升降機，台階及走廊把人行通道貫通西環邨各座樓宇。

## 建築設計
西環邨發展包括了5座多層大廈，毎座高度不一，由10至14層不等，全部皆是露台相連式大廈。其中東苑台為獨立一座，其餘四座各座走廊相通，但東苑臺於9樓亦設有通道連接中苑臺4樓。除北苑臺外每座大廈均安裝了兩部升降機，一共設有8部升降機，每隔3層一停站，所以各層住戶最多只需上落1層便可到家。全邨共有638個3款不同大小的單位，計劃中可容納超過4,500人。
邨內設有3層高的福利中心1座，位於北苑台，內設屋邨辦事處、老人中心及社會服務中心等設施。另外，在東苑台還設有一所幼稚園及一間商舖。
由於斜坡異常陡峭，最近加多近街的東苑台是要貼近擋土牆而建，所以最低兩層不宜設置居住單位，於是屋建會把這個30,000平方呎的空間闢作出租貨倉之用，而其它大廈則因應斜坡而在每層設置不同數量的單位。

## 單位設計
這個項目主要提供了3款單位設計，分別為5人房、7人房及10人房，人均面積35平方呎，單位內設有私家露台、廚房及淋浴間。大部分單位採用第三型徙置大廈開始大量興建的標準單位佈局，但於面向走廊的大門兩邊的起居室空間設有獨立廁所及廚房。另外，西苑臺設有特別設計的7人單位，北苑臺則設有附有獨立睡房空間的大單位，而東苑臺兩翼末端亦設有附有「孭仔房」的特大單位。
西環邨這款露台走廊式設計，使一座大樓的進深，一般只有一個單位的深度，從而提供最佳的通風效果，簡單直接的建築方法也令成本減至最低。可惜大部份單位窗戶數目太少，加上單位深度較深，導致採光未如理想。
屋建會在每一個廚房均裝有混凝土桌、水龍頭及洗菜盤，並設有實木廚架和玻璃食物貯存櫃。廚房和客廳以百葉窗作隔斷，打開時可以令室內空氣更加流通。淋浴間提供私用水廁及花灑。而在大廈的服務核心內，更提供垃圾槽把垃圾直接送到垃圾站內，以便收集後用垃圾車運走，令邨內環境更整潔衛生。若以50年代當時的生活凖則衡量，西環邨的設施可謂十分先進。由於西環邨位處山上，要面對沖廁水不足的問題，雨季時可在附近引水道收集雨水作沖廁之用，旱季時則要利用淡水沖廁。
西環邨單位的對象為工人階級，所以入伙初期月租計劃分為港幣63元、72元及88元3類，租金不包括水費及差餉。屋建會為應付將來人均面積的放寬及為有能力的家庭提供較大的居住空間，所以在部份六人單位預留打通的條件，在改動間格時只需作少量結構上的修改便可。

## 建造工程
西環邨建造工程預算約為兩年，原定於1957年秋季竣工，由於土質較預期不穩定及地形複雜，故首座大廈要推遲1年至1958年10月才落成入伙。工程費用總值約為770萬港元。

## 未來發展
房屋署自2005年開始，為9個樓齡約40年或以上的屋邨進行全面結構勘察計劃，以確定這些屋邨樓宇在結構上是否安全，和在經濟效益上是否值得持續保存。勘察結果顯示，位於西環邨的所有樓宇結構均屬安全。樓宇可繼續保持15年，期間只需進行小型維修工程。
所以房屋署於2006年12月26日宣佈，耗資1,340萬元進行西環邨改善工程計劃，以改善48年歷史的西環邨的居住環境，提昇居民生活質素。
西環邨改善計劃著重向住戶推廣健康生活的意識及改善屋邨無障礙通道，以照顧邨內長者的需要。建議的改善工程包括加設健康徑，設置適合長者使用的健體及康樂設施、美化園藝、加裝扶手欄杆及長座椅、改善保安設施、重鋪部份屋邨通道防滑地台及在加多近街入口加設接駁升降機。房屋署會保留現有綠化設施，並會美化園藝；並會於邨內的南苑臺一角設立蝴蝶區。所有邨內的照明系統會以環保照明設施取代，以節約能源。改善工程還包括在加多近街通往東苑臺1樓的入口加設接駁升降機，進一步改善邨內無障礙通道，亦切合居民對改善升降機服務的需求。
西環邨改善計劃於2007年第一季展開，所有工程於2009年完成。
2021年10月，行政長官林鄭月娥發表施政報告，提及政府會邀請房委會研究重建西環邨及馬頭圍邨。據政府消息人士表示，初步規劃西環邨重建後料由目前600多伙增至約1100伙，而房委會正在鄰近的加惠民道興建公營房屋，以安置西環邨全數住戶，料第一期項目於2028至29年度落成，屆時可啟動重建西環邨。

## 屋邨資料
西環邨是香港房屋委員會一個住宅樓宇名稱不以「樓（英語：House）」為後綴的公共屋邨，而且也是早期和諧屋邨，取而代之以「苑臺（英語：Terrace）」為樓宇名稱後綴：

### 樓宇
| 樓宇名稱（座號）         | 樓宇類型              | 落成年份 | 樓宇層數 | 每層伙數 | 單位數目（伙） | 建築師         | 承建商       | 提供升降機的廠商 （更換前） | 提供升降機的廠商 （更換後）                                       |
| ------------------------ | --------------------- | -------- | -------- | -------- | -------------- | -------------- | ------------ | --------------------------- | ----------------------------------------------------------------- |
| 西苑臺（A座）  | 舊長型 （露台相連式） | 1958年   | 12       | 最多14伙 | 111            | T.S.C. Feltham | 嘉民建設工程 | 迅達 Monotron (AC/1)        | 英國通用電氣-快而安 TMS-200 (ACVV)                                |
| 南苑臺（B座）  | 舊長型 （露台相連式） | 1959年   | 11       | 最多9伙  | 80             | T.S.C. Feltham | 嘉民建設工程 | 迅達 Monotron (AC/1)        | 英國通用電氣-快而安 TMS-200 (ACVV)                                |
| 中苑臺（C座）  | 舊長型 （露台相連式） | 1959年   | 14       | 最多17伙 | 190            | T.S.C. Feltham | 嘉民建設工程 | 迅達 Monotron (AC/1)        | 英國通用電氣-快而安 TMS-200 (ACVV)                                |
| 北苑臺（D座）  | 舊長型 （露台相連式） | 1958年   | 10       | 最多8伙  | 69             | T.S.C. Feltham | 嘉民建設工程 | 迅達 Monotron (AC/1)        | 英國通用電氣-快而安 TMS-200 (ACVV)                                |
| 東苑臺（E座）  | 舊長型 （露台相連式） | 1958年   | 13       | 最多21伙 | 188            | T.S.C. Feltham | 嘉民建設工程 | 迅達 Monotron (AC/1)        | 英國通用電氣-快而安 TMS-200 (ACVV) 基座：三菱電機 Elesenna (VVVF) |

粗體表示該樓宇牽涉26座問題公屋醜聞，其混凝土強度未達高層單位20.7MPa或低層單位31MPa的標準，但由於情況並不嚴重，故此一直未列入「整體重建計劃」。

### 各座樓宇落成日期及簡介
（英文字母座號為建築施工時採用的座號）
- A座：西苑臺（英語：West Terrace），於1958年12月入伙，12層高，主要為5人及7人房，共111個單位。
- B座：南苑臺（英語：South Terrace），於1959年3月入伙，11層高，全部為5人房，共80個單位。
- C座：中苑臺（英語：Centre Terrace），於1959年2月入伙，14層高，主要為5人及7人房，共190個單位。
- D座：北苑臺（英語：North Terrace），於1958年11月入伙，10層高，全部為7人房，共69個單位。
- E座：東苑臺（英語：East Terrace），於1958年10月入伙，13層高，主要為5人、7人及10人房，共188個單位。

### 設施
- 加惠民道小巴總站（北苑臺和西苑臺樓下）
- 休憩公園（北苑臺、西苑臺和中苑臺間）
- 天橋（西苑臺→南苑臺→中苑臺→東苑臺）

## 電視用景
- 2007年，TVB電視劇《溏心風暴》中女主角常在心（鍾嘉欣飾）的住所在本邨東苑臺拍攝。而TVB電視劇《同事三分親》中阮美瑤（梁政玨飾）和阮文昌（黎耀祥飾）的住所也是在本邨東苑臺拍攝。

## 整個屋邨圍封強檢
2022年5月12日，西環邨西苑台過去五日累計5名居民染疫，加上屋邨污水檢測到的病毒量極高，整個屋邨須圍封強檢。

## 外部連結
- 房屋署西環邨資料 （页面存档备份，存于）

22°16′52″N 114°07′31″E / 22.281075°N 114.125161°E